# Saló Internacional del Còmic de Barcelona de 1985
El Saló Internacional del Còmic de Barcelona de 1985 o V Saló del Còmic i la Il·lustració es va celebrar entre el dissabte 1 i el diumenge 9 de juny de 1985 al Palau del Cinquantenari de la Fira Internacional de Mostres de Barcelona.
Una de les exposicions més destacades del Saló incloïa obres de Guido Buzzelli, Giorgio Carpinteri, Joe Kubert, Tanino Liberatore, Milo Manara, Ivo Milazzo i Jacques Tardi. Altres exposicions destacades foren el monogràfic de la revista italiana Glamour International Magazine; una exposició general d'autors espanyols, amb obres de 180 artistes; i una mostra de tebeos, cartells i fulletons dels anys 1910-20.
Per primer cop, el Saló es va incorporar en el marc de la Fira de Barcelona, després de quatre edicions celebrant-se com a certamen independent. L'experiència, no obstant, no va ser satisfactòria per part dels expositors, que el darrer dia del Saló van convocar una assemblea amb l'objectiu de consensuar un comunicat expressant el seu malestar amb la Fira de Barcelona. Entre el greuges del comunicat, els expositors denunciaven l'absència de cartells anunciant el Saló, la negligència en el tracte dels invitats nacionals i estrangers, la manca de vigilància que va tenir per conseqüència la desaparició d'obres originals, la manca d'un acte d'inauguració i clausura oficials i l'absència de la revista del Saló, la qual finalment ni es va editar ni distribuir gratuïtament tal com s'havia fet en anteriors edicions.
L'expectativa d'augment del nombre de visitants, fonamentada pel fet que per primer cop la Fira assumia la gestió del Saló, finalment no es va complir i el certamen barceloní del novè art va registrar una entrada d'entorn els 20.000 visitants, una xifra que va restar constant respecte les edicions anteriors. Al final del certamen, els professionals del còmic es qüestionaven la continuïtat del Saló al recinte Firal i hi havia el desig unànime de fer mudar el Saló a un espai com el del Born.

## Cartell
El cartell promocional de la cinquena edició del Saló fou elaborat per Max. El cartell mostra a un grup de pirates a bord d'una nau. A l'horitzó, un vaixell enemic se'ls hi aproxima tot vent en popa. Les veles, desplegades, estan farcides de vinyetes com si es tractessin de pàgines de còmic. El capità dels pirates, amb l'espasa alçada, sembla voler cridar "a l'abordatge!". No obstant, el text del seu globus ha estat substituït pel títol del Saló: "5è saló del còmic i de la il·lustració de Barcelona. 53 Fira Internacional de Mostres".

## Invitats
Entre tota la llista de professionals del còmic nacionals i internacionals, va destacar la presència de celebritats com l'argentí Alberto Breccia, el nord-americà Will Eisner, el francès Jacques Tardi o l'italià Milo Manara.

## Premis
Tal com en l'edició anterior, el Saló del Còmic va fer acta d'entrega dels premis Ciutat de Barcelona, destinats a recompensar les obres més rellevants de l'any i a reconèixer la trajectòria professional d'artistes destacats del món del còmic. Els premis van incloure dues categories: nacional i internacional.
El jurat va estar format pel dibuixant argentí Alberto Breccia; pel norteamericà Maurice Horn; pel francès Pierra Pascal, director del Saló del Còmic d'Angulema; i pels crítics Xavier Coma i Salvador Vázquez de Parga. El president del jurat fou l'italià Rinald Traini, director del Salone Internationale del Fumetti e dell Cinema d'Animazione.
A part dels premis Ciutat de Barcelona del Saló del Còmic, l'entrega de guardons es va multiplicar degut als premis addicionals de l'àrea de joventut de la Generalitat de Catalunya, atorgats per votació popular, i pels premis entregats pel Club d'Amics del Còmic.

### Categoria nacional
| Modalitat                                       | Guanyador                                      |
| ----------------------------------------------- | ---------------------------------------------- |
| Reconeixement a tota una vida dedicada al còmic | Alfons Figueras                                |
| Millor historieta                               | Torpedo                                        |
| Millor historieta                               | Psico killer (de Gallardo)                     |
| Millor guionista                                | Enrique Sánchez Abulí                          |
| Millor dibuixant                                | Jordi Bernet                                   |
| Millor publicació                               | El Víbora                                      |
| Millor edició                                   | col·lecció Misión Imposible (Edicions Complot) |
| Millor recerca                                  | Antonio Martín                                 |

### Categoria internacional
| Modalitat                       | Guanyador                               |
| ------------------------------- | --------------------------------------- |
| Millor historieta               | Verano indio (Hugo Pratt i Milo Manara) |
| Millor guionista                | Giancarlo Berardio                      |
| Millor dibuixant                | Mort Drucker                            |
| Millor publicació¹              | Revista argentina Fierro                |
| Reconeixement a l'obra conjunta | Will Eisner                             |

¹ El jurat també va fer dues mencions especials, una a la revista italiana Glamour i l'altra a la revista francesa d'estudis sobre el còmic Cahiers de la BD.